# یانیک کاهوزاک
یانیک کاهوزاک (انگلیسی: Yannick Cahuzac؛ زادهٔ ۱۸ ژانویهٔ ۱۹۸۵) بازیکن فوتبال اهل فرانسه است.
از باشگاه‌هایی که در آن بازی کرده‌است می‌توان به باشگاه فوتبال باستیا اشاره کرد.
وی همچنین در تیم ملی فوتبال Corsica بازی کرده‌است.